# Hartmut Schulze-Gerlach
Hartmut « Muck » Schulze-Gerlach, né le 19 février 1948 à Dresde, est un chanteur et animateur de télévision allemand.

## Biographie
Hartmut Schulze-Gerlach est le fils de l'écrivain Tine Schulze-Gerlach. Il grandit à Radebeul. Après avoir travaillé comme ouvrier du bâtiment, chauffeur, vendangeur, facteur ou docker, après avoir participé à d'autres groupes, il devient chanteur et compositeur du Peter-Baptist-Combo.
En 1973, il intègre le Gerd Michaelis Chor. Soliste, il prend le nom de Muck, son surnom d'enfance. La chorale se dissout en 1976.
Le 1er décembre 1976, il fonde le Chor Cantus. Cet ensemble comprend les chanteuses Tina Lenz, Gisela Klesch, Silvia Kottas, Evelin Merzdorf et les chanteurs Benno Penssler, Vladi Slezak, Jens Hohäuser et Norbert Wolf.
En 1977, il sort son premier album Muck avec le single He, kleine Linda ; la chanson Heut’ schlafen die Engel est un duo avec Uta Bresan.
En tant que compositeur et arrangeur, il écrit pour Andreas Holm, Thomas Lück ou le duo Monika Hauff & Klaus-Dieter Henkler.
En  1981, il commence une deuxième carrière d'animateur de télévision. Dans Sprungbrett, il présente de jeunes talents comme Linda Feller. Depuis 1995, il anime l'émission mensuelle Damals war’s sur MDR Fernsehen.
Dans les années 1990, Schulze-Gerlach se produit pendant un temps sous le pseudonyme de Thommy Raiker.

## Discographie
Albums
- 1977 : Muck (Amiga)
- 1979 : Muck 2 (Amiga)
- 1982 : Episoden (Amiga, avec le Cantus-Chor)
- 1986 : Eine Sekunde der Ewigkeit (Amiga)
- 1991 : Wir müßten mal wieder zusammen sitzen
- 2000 : Hey kleine Linda (avec Linda Feller)
- 2001 : Es ist so leicht Dich zu lieben
- 2008: Die großen Erfolge (compilation)

## Source de la traduction
- (de) Cet article est partiellement ou en totalité issu de l’article de Wikipédia en allemand intitulé « Hartmut Schulze-Gerlach » (voir la liste des auteurs).